# Notvorrat
Ein Notvorrat ist eine Reserve (Vorratshaltung), die für längerdauernde Notfälle bereitgehalten wird. Notfälle unterschiedlichster Art, vom Ausfall technischer Anlagen, über Unfälle bis hin zu Naturkatastrophen können den massiven Einsatz von Gütern erforderlich machen, die sonst nur wenig benötigt werden, oder die Versorgung mit alltäglichen Bedarfsgütern verringern, bzw. unterbrechen.

## Staatliche Vorräte am Beispiel Deutschland

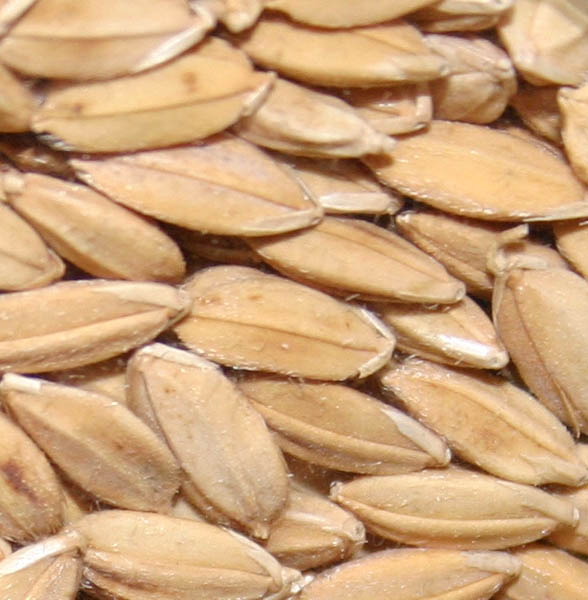
Reiskörner

Staaten wie Deutschland legen im Rahmen der nationalen Krisenvorräte (als Teil des Zivilschutzes) umfangreiche Reserven an. So besteht die Zivile Notfallreserve aus Reis (Lang- und Rundkorn), Hülsenfrüchten (Erbsen und Linsen) sowie aus Kondensmilch und Vollmilchpulver. Sie dient einer Versorgung der Bevölkerung vor allem in Ballungsräumen.
Die sogenannte Bundesreserve Getreide besteht aus Brotgetreide (Weizen) und Hafer. Sie dient der Aufrechterhaltung der Mehl- und Brotversorgung. Auf Grund der erforderlichen Weiterverarbeitung werden diese in der Nähe von Mühlen gelagert.
Das Ernährungssicherstellungsgesetz (ESG) dient der Versorgung der Zivilbevölkerung und der Streitkräfte mit land- und ernährungswirtschaftlichen Erzeugnissen im Spannungs- und Verteidigungsfall sowie im NATO-Bündnisfall. Auf Grund der Katastrophe von Tschernobyl im Jahr 1986 wurde das Ernährungsvorsorgegesetz (EVG) erlassen. Es ist anwendbar bei sonstigen Versorgungskrisen.

## Private Vorräte
Das Bundesamt für Bevölkerungsschutz und Katastrophenhilfe gibt eine allgemeine Empfehlung zur freiwilligen privaten Bevorratung heraus, die für einen Schutz in einer Vielzahl von Szenarien gedacht sind und die jedem Haushalt eine Richtschnur für den Umfang der Selbstschutzmaßnahmen geben sollen. Diese Empfehlungen betreffen mehrere Bereiche der Vorratsanlegung:
- Essen und Trinken: Lebensmittel und Getränke für zehn Tage;[2][3] Lebensmittel sollten ohne Kühlung haltbar und zu einem großen Teil auch kalt genießbar sein;[4] für zehn Tage pro Person 20 Liter Flüssigkeit, geeignet sind Mineralwasser, Fruchtsäfte und andere lang haltbare Getränke. Bei der Vorratshaltung ist laut BKK auch an Spezialkost zu denken, etwa für Diabetiker, für Allergiker oder für Babys. Auch der Bedarf für Haustiere ist abzudecken.[4]
- Hygiene: Seife, Waschmittel, Zahnpasta, Feuchttücher, Toilettenpapier; zur Reinigung und Abfallbeseitigung Haushaltshandschuhe, Händedesinfektionsmittel, Haushaltspapier, Müllbeutel; bei (absehbar) lang andauernden Ausfällen der Wasserversorgung außerdem Wasser zum Waschen, Spülen und Toilettenspülung, in allen verfügbaren größeren Gefäßen gesammelt.[5]
- Hausapotheke: ein Verbandkasten nach DIN 13164, verordnete Dauermedikation, Schmerz-/fiebersenkende Mittel, Hautdesinfektionsmittel, Wunddesinfektionsmittel, Mittel gegen Erkältungskrankheiten, Fieberthermometer, Mittel gegen Durchfall/Übelkeit/Erbrechen, Insektenstich- und Sonnenbrandsalbe, Elektrolyte zum Ausgleich bei Durchfallerkrankungen, Splitterpinzette.[6]
- Energieausfall: Campingkocher[2] und passender Brennstoff, warme Kleidung, Petroleumlampen, Taschenlampen, Batterien, Kerzen, Streichhölzer, Bargeld.[7]
- Dokumentensicherung: im Original oder als beglaubigte Kopie unter anderem Familienurkunden, Renten-, Pensions- und Einkommensbescheinigungen, Sparbücher, Aktien, Fahrzeugbrief, Versicherungspolicen, Zeugnisse, Verträge, Testament, Patientenverfügung, Vollmacht; als Kopie unter anderem Ausweise, Fahrzeugpapiere, Grundbuchauszüge, Zahlungsbelege für Versicherungsprämien (insbesondere Rentenversicherung), Impfpass.[8]
- Notgepäck: unter anderem Erste-Hilfe-Material, batteriebetriebenes Radio und Reservebatterien, Dokumententasche und Wertsachen sowie Ausweise, Verpflegung für zwei Tage, Taschenlampe, Schlafsack oder Decke, Wetterschutzbekleidung, Kleider und Hygieneartikel für ein paar Tage, sonstige Utensilien wie z. B. Essgeschirr und Fotoapparat; für Kinder Brustbeutel oder eine SOS-Kapsel mit Namen, Geburtsdatum und Anschrift.[9][10]
- Radio: mit Batterien betrieben oder ein Kurbelradio.[11]

Eine Alternative zur Einlagerung frischer Nahrungsmittel mit begrenztem Haltbarkeitsdatum sind sogenannte dehydrierte Nahrungsmittel. Durch Gefriertrocknen und Vakuumverdampfung verlieren die Lebensmittel 90 Prozent ihres Gewichts und 30 bis 90 Prozent ihres Volumens. Für die längere Haltbarkeit wird auch enthaltener Sauerstoff durch Stickstoff ersetzt. Geschmack, Farbe, Struktur und Nährwert bleiben bei kurzzeitiger Lagerung von zwei bis vier Jahren zumindest bei Temperaturen unter 30 °C erhalten. Die Speisen können durch einfaches Hinzufügen von heißem oder kaltem Wasser wieder in den ursprünglichen Zustand zurückversetzt werden.
Eine weitgehend erfolglose staatliche Initiative für den Aufbau eines privaten Notvorrats war in den 1960er Jahren die Aktion Eichhörnchen.

## Pflichtlager und privater Haushaltvorrat in der Schweiz

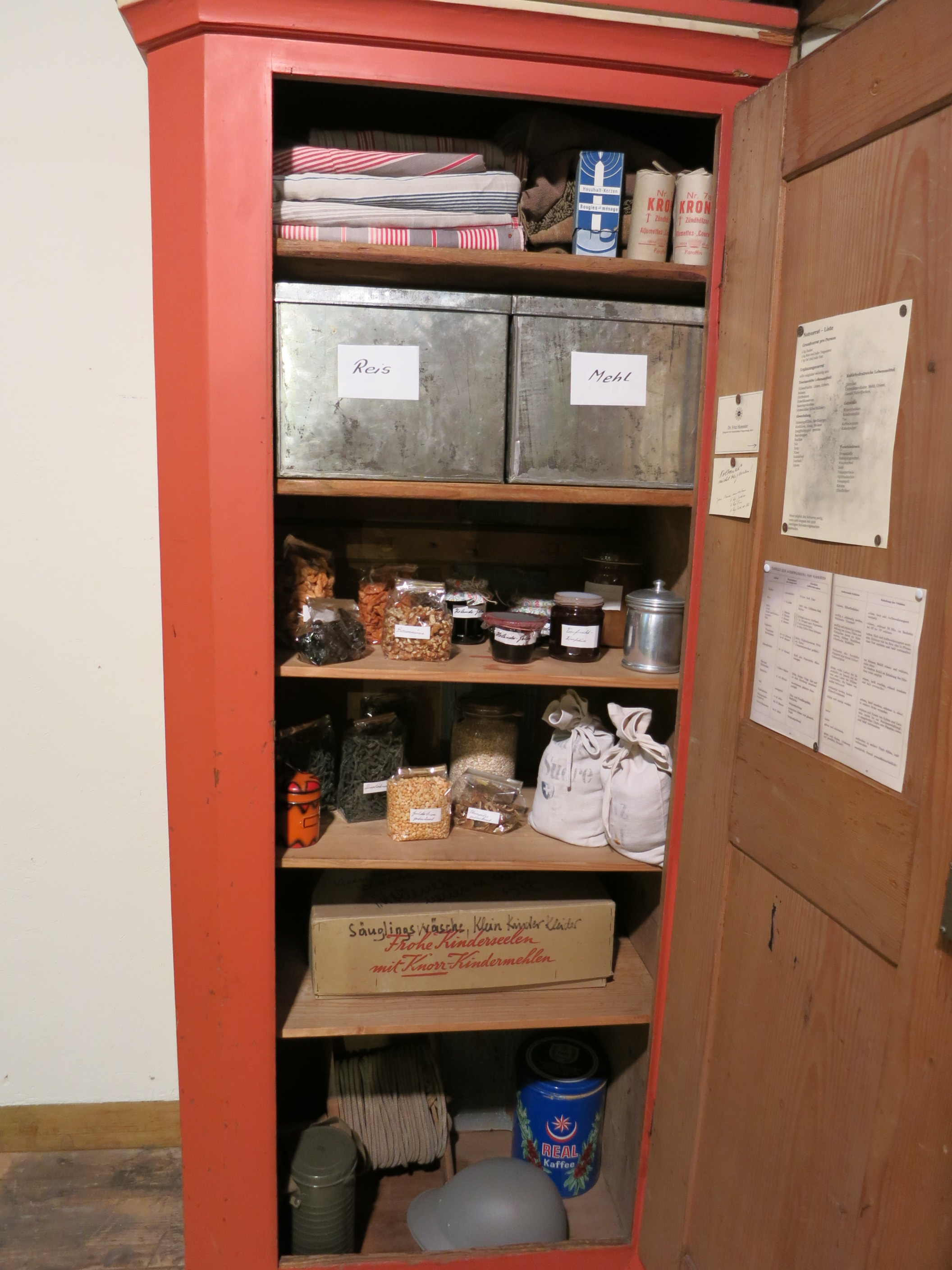
Notvorrat im Haushalt

Als Folge der sozialen Unruhen nach dem Ersten Weltkrieg wurden in der Schweiz im Rahmen der wirtschaftlichen Landesversorgung nicht nur Vorräte für Wirtschaft und Staat, sondern auch für private Haushalte gefordert. Aus dieser Erfahrung wurde im Zweiten Weltkrieg ein System von Rationierung, Vorratshaltung und Selbsterzeugung (Plan Wahlen) konzipiert, das im Laufe der Zeit immer den strategischen Bedrohungen angepasst wurde. Letztmals wurde im Laufe des Sechstagekrieges (1967) bis auf Haushaltstufe die Vorratshaltung vorgeschrieben. In anderen strategischen Krisenfällen blieb es bei den Vorbereitungen oder kleinen Maßnahmen. Zur Zeit des Kalten Krieges wurde unter dem Motto Kluger Rat – Notvorrat breit Werbung für den Haushaltvorrat gemacht.
Auch heute noch empfiehlt das Bundesamt für wirtschaftliche Landesversorgung einen Mindestvorrat in jedem Haushalt. Im Oktober 2024 wurde diesbezüglich eine neue Sensibilisierungskampagne gestartet.
Näheres zum System des staatlich festgelegten Notvorrates der Schweiz siehe Pflichtlager.

## Österreich
In Österreich hat der Zivilschutzverband  detaillierte Listen für die Vorsorge im Krisenfall erarbeitet und veröffentlicht.